# YLine
Die YLine Internet Business Services AG war ein österreichisches Unternehmen, das als Internetprovider auftrat. Das Unternehmen wurde bekannt dafür, dass es gemeinsam mit IBM Personal Computer auf Grundlage eines "pay-per-minute" Konzeptes angeboten hat. Dieses Modell wurde später für Mobiltelefone übernommen. Zwischen Juni 1999 und März 2000 konnte YLine mehr als 30.000 "pay-per-minute" Kunden akquirieren. Im Frühjahr 2001 wechselte der damalige IBM Generaldirektor Günter Pridt in den Vorstand von YLine.

## Geschichte

### Gründung und Börsengang
Das Unternehmen wurde 1998 gegründet und entwickelte sich im Zuge seines Börsengangs an der EASDAQ 1999 zu einem österreichischen Symbol der New-Economy-Hype. Die Aktie von YLine, für die Lehman Brothers ein Kursziel von 400 € angab, erreichte trotz geringer Umsätze im März 2000 ihren Höchstkurs von 278 €. Als förderlich für den Aufstieg von YLine wird eine Nähe von Personen im Umfeld des Unternehmens zur FPÖ bewertet. Dem Unternehmensgründer Werner Böhm wurde laut seinen Angaben 2000 von Susanne Riess-Passer das Amt des Infrastrukturministers angeboten. Im März 2000 legte YLine der Republik Österreich als Eigentümerin der Telekom Austria ein Übernahmeangebot für die Internetsparte der Telekom vor.
YLine offerierte einen Kaufpreis von 2 Milliarden Schilling, der mit YLine-Aktien hätte bezahlt werden sollen.  YLine erwarb zahlreiche kleinere Firmen, indem diverse Personen diese als Sacheinlage in YLine einbrachten. Das Unternehmen bezahlte für diese Übernahmen überhöhte Preise mit YLine-Aktien. Für einen Anbieter von Pornographie im Internet bezahlte YLine im März 2000 1,5 Mio. € an einen Einleger, der die Firma einen Monat zuvor um 174.000 € erworben hatte. Im Dezember 2000 scheiterte eine geplante Fusion von YLine mit dem Softwareunternehmen Beko. Ende des Geschäftsjahres 2000 erwirtschaftete YLine Verluste i.H.v. 37,715 Mio. €, die Verluste hatten sich im Vergleich zu 1999 verdreifacht und überstiegen den Umsatz von 34,125 Mio. €.
Im Sommer 2001 verkaufte YLine letztlich seine Internet Service Provider-Aktititäten mit mehr als 30.000 Kunden an die Telekom Austria. Diese hat bis 2020 die Domain www.yline.com fortgeführt und die Kunden betrieben.

### Insolvenz
YLine forcierte als letztlich nicht wirtschaftliches Wachstumskonzept den Vertrieb von Computern samt Internetanschluss. Dazu erwarb YLine im Jahr 2000 30.000 Computer im Gesamtwert von 30 Mio. € von IBM. Das Geschäft wurde von einem IBM-Mitarbeiter und Gründungsaktionär von YLine arrangiert. Die Computer wurden von YLine auf Basis einer "pay-per-minute"  Vereinbarung an Kunden abgegeben. Der Erwerb der Computer durch YLine von IBM stellte eine starke finanzielle Belastung für das Unternehmen dar. Mit der Abspaltung des Computergeschäftes an ein Tochterunternehmen verlor YLine mit den monatlichen Entgelten der Kunden eine seiner letzten Einnahmequellen. In Folge eines Konfliktes stellte IBM die Kooperation mit YLine im August 2001 ein, Ende August vereinbarten IBM und YLine, dass dieses sämtliche Zahlungseingänge umgehend zur Begleichung offener Forderungen an IBM weiterleiten würde. Aufgrund des Konfliktes mit IBM wurde die Veröffentlichung einer Bilanz für das 2. Quartal 2001 auf den 17. September verschoben. Am 17. September setzte die Wiener Börse den Handel der YLine-Aktie, deren Kauf Lehman Brothers bis in den Juni 2001 empfohlen hatte aus, nachdem das Unternehmen auch am 17. September keine Quartalsbilanz veröffentlichte und der Kurs um 48 % auf 0,46 € sank. Am 25. September 2001 meldete YLine auf Anraten eines hinzugezogenen Sanierungsexperten die Insolvenz an. Das 230 Angestellte beschäftigende Unternehmen gab zunächst an, dass Passiva i.H.v. 20,2 Mio. €, wovon 13,6 Mio. € auf Forderungen von IBM entfielen, großteils gebundene Aktiva i.H.v. 46,1 Mio. €, davon 30,9 Mio. € in Tochterunternehmen, gegenüberstehen würden.
Die Tätigkeit des Masseverwalters konzentrierte sich auf die Rekonstruktion von Geldflüssen im Umfeld des Unternehmens, ungeklärt blieb zunächst die Verwendung der durch den Börsengang eingenommenen Mittel. Da die FPÖ für Dienstleistungen von YLine zwischen Januar und September 2001 nicht bezahlt hatte, klagte sie der Masseverwalter auf die Bezahlung von 436.000 €. Im Rahmen eines Vergleiches zahlte die FPÖ 2007 580.000 € an die Masse. Das Insolvenzverfahren wurde 2011 mit einer Quote von 35,2 % abgeschlossen. Neben dem Vergleich mit der FPÖ wurden Mittel zur Befriedigung der Gläubigerinteressen aus Haftungen von Sacheinlegern und Anfechtungen von vor der Insolvenz getätigten Zahlungen gewonnen.

## Strafrechtliche Aufarbeitung
Im September 2002 übermittelte der Masseverwalter eine Sachverhaltsdarstellung an die Staatsanwaltschaft Wien, in der er angab: "Es sind Umsätze künstlich generiert worden, denen kein entsprechender Cashflow gegenübergestanden ist.". Weiters sei es nicht Zweck des Unternehmens gewesen "Geld zu verdienen, sondern (...) durch die Aufnahme von Eigenkapital am Kapitalmarkt eine geeignete Finanzierung der laufenden Aufwendungen sicherzustellen". Der Masseverwalter nahm an, dass eine Überschuldung spätestens Ende 2000 eingetreten war. Die Wirtschaftspolizei nahm Ermittlungen zur vom Masseverwalter vermuteten Bilanzfälschung und Insolvenzverschleppung auf. Ein Wirtschaftsprüfer stellte fest, dass Yline bereits im September 2000 einen Liquiditätsengpass nicht in der Bilanz dargestellt hatte.
2003 richtete die Wirtschaftspolizei ihre Ermittlungen gegen 18 Personen, darunter den zwischenzeitlich als Berater für insolvenzbedrohte Unternehmen tätig gewordenen Vorstandsvorsitzenden Werner Böhm. Ende 2003 wurden Belege für die Vortäuschung von falschen Umsätzen in den YLine-Bilanzen bekannt. YLine verkaufte im Jahr 2000 Lizenzen für die als Software ausgegebene Marketingidee "Ares" an ihr deutsches Tochterunternehmen Proofit M-Commerce AG. Das Tochterunternehmen erhielt von YLine wenige Tage vor der Bezahlung des Kaufpreises von 1,8 Mio. € einen Gesellschafterzuschuss in Höhe von 1,8 Mio. €. Durch die Bezahlung der Marketingidee floss das Geld wieder an YLine zurück. Ein Gutachten von Ernst & Young an den Vorstand von YLine hatte den Lizenzkauf durch Proofit im Mai 2001 kritisiert, da kein Nutzen für Proofit feststellbar war.
Ein Gutachten im Auftrag des Masseverwalters kam zum Schluss, dass durch den Erwerb von Firmen zu überteuerten Preisen ein Schaden für YLine von mindestens 36. Mio. € entstand. In Kritik geriet dabei auch das Verhalten von Ernst & Young, dem vorgeworfen wurde, durch falsche Bewertungen sowohl die Bereicherung von Insidern als auch die Vortäuschung eines höheren Unternehmenswertes gestützt zu haben. Eine pornographische Website wurde von Ernst & Young bei ihrem Erwerb durch YLine trotz eines nicht vorhandenem Vermögens und eines Jahresverlustes von 500.000 € mit 3,2 - 2,4 Mio. € bewertet, der sich als bei einer polizeilichen Einvernahme als "Handlanger" bezeichnende Verkäufer hatte die ihm ausbezahlten Aktien zur Hälfte ihres Wertes an eine Liechtensteiner Stiftung verkauft, die diese zum Höhepunkt der Blase selbst verkaufte. Im Jänner 2006 berichteten Medien, dass ein Prozess gegen mehrere Personen aus dem Umfeld der Unternehmensführung zur Jahresmitte geplant sei. Personalwechsel im Justizapparat verzögerten das Verfahren. Die Anklageschrift wurde im Dezember 2012 fertiggestellt.
Im April 2014 begann der Prozess gegen 12 ehemalige Manager, Aufsichtsratsmitglieder sowie die ehemalige Wirtschaftsprüferin von Ernst & Young, denen von der Staatsanwaltschaft Untreue, schwerer Betrug, Bilanzfälschung, grob fahrlässige Beeinträchtigung von Gläubigerinteressen, betrügerische Krida und Insiderhandel vorgeworfen wird.
Am 17. Dezember hat Werner Böhm dem Vorschlag des Gerichts über eine Diversion mit einer Zahlung von 7.000 Euro zugestimmt und das Verfahren wegen Bilanzfälschung wurde eingestellt. Damit wurde keiner der Angeklagten verurteilt. Die Richterin begründete das Urteil damit, dass die Fehler der Unternehmensführung Fehler „im Zuge des normalen Wirtschaftens mit unternehmerischem Risiko zu rechtfertigen“ seien.